# エルンスト・フォン・シューフ
エルンスト・フォン・シューフ（Ernst von Schuch、出生時の名前はエルンスト・ゴットフリート・シューフErnest Gottfried Schuch、1846年11月23日 （グラーツGraz）- 1914年5月10日（ニーダーレスニッツNiederlößnitz））は、オーストリアの指揮者。ドレスデン宮廷歌劇場でリヒャルト・シュトラウスとともに活躍した。

## 略歴
グラーツに生まれる。初めは法律を修め、のちにフェリックス・オットー・デッソフの下で音楽を学ぶ。1867年、ブレスラウのテオドール・ローベの下で指揮を始める。その後、ヴュルツブルク（1868～70年）、グラーツ（1870～71年）、バーゼル等の歌劇場指揮者を歴任。
1872年、ベルンハルト・ポリーニによってドレスデンに迎えられ、同年宮廷歌劇場の音楽監督に就任。1873年以降はユーリウス・リーツ（後にフランツ・ヴュルナー）とともに宮廷楽長を務める。
1882年、顧問官として宮廷歌劇場の運営を引き継ぎ、1889年、ドレスデン宮廷歌劇場音楽総監督に就任。在任中、ワーグナー『トリスタンとイゾルデ』、『ニーベルングの指環』のドレスデン初演や、リヒャルト・シュトラウスのオペラ『火の危機』（1901年）、『サロメ』（1905年）、『エレクトラ』（1908年）、『ばらの騎士』（1910年）の初演を成功に導き、オペラの上演水準、附設管弦楽団のレベルを飛躍的に向上させ、同歌劇場に一大黄金期をもたらした。シューフの活躍は画期的な「シューフの時代」として歴史にその名をとどめている。
1898年にはオーストリア皇帝より世襲貴族への昇格を許され、1899年にはザクセン王国枢密顧問官に就任。1909年にはザクセン王国から貴族位を叙せられた。妻クレメンティーネ、長女リーゼルはともにソプラノ歌手。ドレスデンに没した。
なお、指揮者アルトゥーロ・トスカニーニは他の指揮者を褒めることはめったになかったが、シューフに対する評価は温かく、演奏を聴いた時のことを回想し「恍惚となってしまった」と語るなど、高く評価した。

## 外部リンク

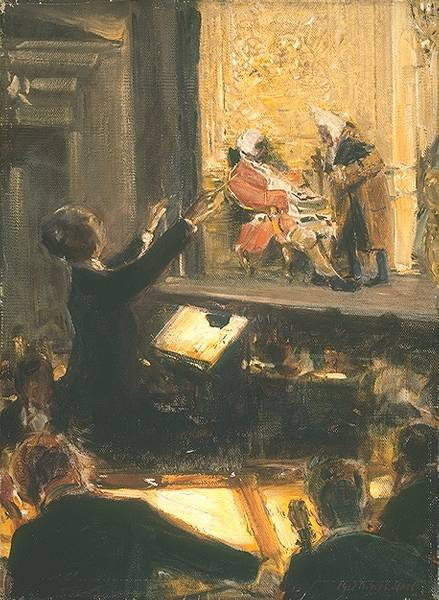
ばらの騎士を指揮するシューフ（ロベルト・ステール画）

## ポスト

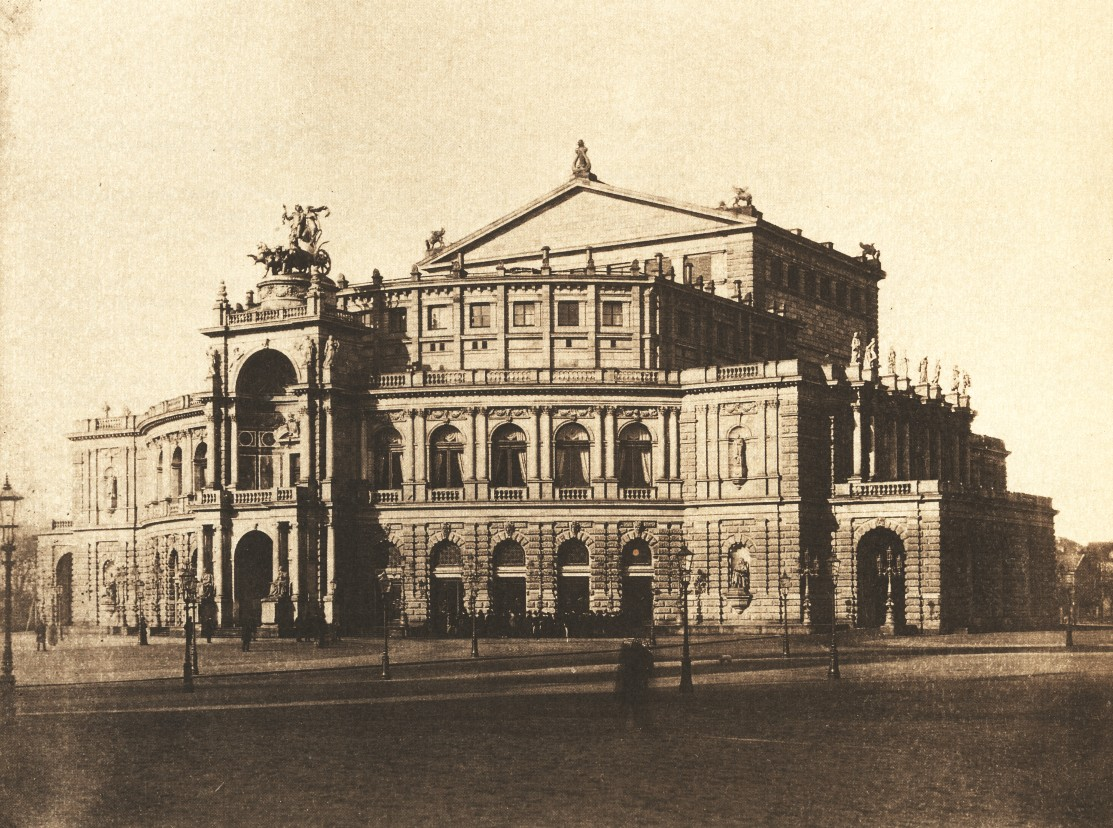
ドレスデン宮廷歌劇場